# Agdžabedi
Agdžabedi (azerski: Ağcabədi, ruski: Агджабеди) je naseljeno mjesto u Azerbajdžanu. Agdžabedi je središte Agdžabedinskoga rajona. Nalazi se na zapadnom kraju Miljske ravnice. Nalazi se 45 kilometara od Agdama.

## Poznate osobe
- Uzeir Hadžibejli, azerbajdžanski skladatelj, dirigent, pisac, kolumnist, dramaturg, prevoditelj i pedagog.

## Gradovi prijatelji
- Batumi, Gruzija
- Rize, Turska

## Vanjske poveznice
- Službena web stranica Agdžabedija